# Matthew Kevin Anderson
Matthew Kevin Anderson est un acteur canadien né en 1981 à Vancouver en Colombie-Britannique.
Épouse : Jewel Staite (m. 2003–2011)

## Filmographie

### Cinéma
- 2001 : Me Woody
- 2007 : Trick 'r Treat : le notaire
- 2009 : Hardwired : le policier
- 2012 : Charlie : Andy
- 2013 : Random Encounters : Horace
- 2014 : Odd Brodsky : un cadreur
- 2014 : Big Eyes : l'homme à la mode
- 2014 : Deeper : Mark
- 2015 : À la poursuite de demain : le chauffeur du bus
- 2016 : Bummer School : Matt
- 2017 : Death Note : Agent Young
- 2017 : This Is Your Death : le présentateur
- 2024 : Never Let Go d'Alexandre Aja

### Télévision

#### Séries télévisées
- 2003 : MTV Select : le présentateur
- 2006 : Killer Instinct (saison 1, épisode 12) : le notaire
- 2006 : Les 4400 (saison 3, épisode 7) : Randy Atwater
- 2006 : Men in Trees : Leçons de séduction (saison 1, épisode 7) : le jeune homme
- 2009 : The Troop : Billy
- 2012 / 2017 : Supernatural (épisodes 8x06 / 13x08) : Officer Karl Henry / Grab
- 2014 : Kits These Days (saison 1, épisode 2)
- 2014 : Almost Human (saison 1, épisode 11) : S.A.M.
- 2014 : The Killing (saison 4, épisode 1) : Sergent Hanes
- 2014 : Strange Empire (saison 1, épisode 2) : Cobb
- 2015 : iZombie (saison 1, épisode 3) : Wally Walker
- 2015-2016 : Impastor (9 épisodes) : Détective Lovello
- 2016 : Motive (saison 4, épisode 1) : Officier Greg Schultz
- 2016-2017 : Les Voyageurs du temps (4 épisodes) : D 13 et Derek
- 2017 : Flash (saison 3, épisode 12) : Clive Yorkin
- 2017 : The Arrangement (saison 1, épisodes 1 & 2) : Nic Harper
- 2018 : The Bletchley Circle: San Francisco (saison 1, épisode 7) : Agent Walker
- 2019 : The Magicians (saison 4, épisode 8) : Harold the Herald
- 2019 : The Murders (saison 1, épisodes 2 & 7) : David Johnson
- 2019 : Mystery 101 (saison 1, épisode 2) : Duncan Spencer
- 2021 : Aurora Teagarden Mysteries (saison 1, épisode 15) : David Kotkin
- 2021 : Turner & Hooch (saison 1, épisode 7) : Alex Howard
- 2021 : Chesapeake Shores : Jerry Trask
- 2022 : Two Sentence Horror Stories (saison 4, épisode 1) : Seth
- 2022 : SkyMed : Brad Maloney (4 épisodes)

#### Téléfilms
- 2008 : Au cœur de la tempête (Storm Cell) de Steven R. Monroe : Lew
- 2008 : L'enfer du feu (Trial by Fire) de John Terlesky : Josh
- 2011 : Le Jugement dernier (Doomsday Prophecy) de Jason Bourque : Dennis
- 2011 : La Fureur du Yeti (Rage of the Yeti) de David Hewlett : Jace
- 2013 : One Foot in Hell de Paul St. Amand : R.G.
- 2013 : Une rencontre pour noël (The Christmas Ornament) de Mark Jean : Ben Lowe
- 2013 : Un millier de flocons (Let It Snow) d'Harvey Frost : Andy
- 2014 : Le pire des mensonges (Sole Custody) de Brenton Spencer : Fish
- 2014 : Ma vie rêvée ! (Lucky in Love) de Kevin Fair : Colin Carver
- 2014 : Les lumières de Noël (The Color of Rain) d'Anne Wheeler : Matt Kell
- 2014 : Mon beau sapin (The Tree That Saved Christmas) de David Winning : Ryan Logan
- 2014 : Le Vrai Visage de mon mari (Til Death Do Us Part) de Farhad Mann : Jeff
- 2015 : La folle histoire de "La Fête à la Maison" (The Unauthorized Full House Story) de Brian K. Roberts : Jeff Franklin
- 2015 : Sarah a disparu (Stolen Daughter) de Jason Bourque : Daniel Walden
- 2015 : Une famille pour Noël (Family for Christmas) d'Amanda Tapping : Grant Walker
- 2016 : Douce Audrina : l'enfant sans passé (My Sweet Audrina) de Mike Rohl : Lamar Rensdale
- 2018 : L'aventure à deux: le mariage (All of My Heart: The Wedding) de Terry Ingram : Andy
- 2018 : Noël tous les jours (Mr. 365) de Christie Will Wolf : Paul Rivera
- 2019 : Maison à vendre, coeur à prendre (Flip That Romance) de Mark Jean : Richard
- 2019 : 100% Compatibles (Over the Moon in Love) de Christie Will Wolf : Matt
- 2020 : Mon locataire presque parfait (The Killer in the Guest House) de Tony Dean Smith : Levon Startet
- 2020 : Le Rêve brisé de ma fille : Droguée par sa coach (Cheer Squad Secrets) de David Langlois : Scott Regan
- 2021 : Amoureuse de mon meilleur ami (Love in Full Swing) d'Heather Hawthorn Doyle : Ethan

#### Série de téléfilms
- 2015-2020 : Enquêtes gourmandes (The Gourmet Detective) : Munro
  - 2015 : Enquêtes gourmandes : Meurtre au menu (The Gourmet Detective) de Scott Smith
  - 2015 : Enquêtes gourmandes : Meurtre quatre étoiles (The Gourmet Detective: A Healthy Place to Die) de Scott Smith
  - 2016 : Enquêtes gourmandes : Meurtre al dente (The Gourmet Detective: Death Al Dente) de Terry Ingram
  - 2017 : Enquêtes gourmandes : Festin mortel (The Gourmet Detective: Eat, Drink & Be Buried) de Mark Jean
  - 2020 : Enquêtes gourmandes : Le secret du chef (The Gourmet Detective: Roux the Day) de Mark Jean

- 2019-2020 : Les petits meurtres de Ruby (Ruby Herring Mysteries) : Frank Young
  - 2019 : Les petits meurtres de Ruby : Témoin silencieux (Ruby Herring Mysteries: Silent Witness) de Paul Ziller
  - 2019 : Les petits meurtres de Ruby : héritage empoisonné (Ruby Herring Mysteries: Her Last Breath) de Fred Gerber
  - 2020 : Les petits meurtres de Ruby : prédiction mortelle (Ruby Herring Mysteries: Prediction Murder) de Neill Fearnley

### Jeu vidéo
- 2006 : Sword of the Stars : plusieurs personnages
- 2016 : Dead Rising 4 : Connor